# Марчетеллі
Марчетеллі (італ. Marcetelli) — муніципалітет в Італії, у регіоні Лаціо,  провінція Рієті.
Марчетеллі розташоване на відстані близько 65 км на північний схід від Рима, 24 км на південний схід від Рієті.
Населення — 75 осіб (2014).

## Демографія
Населення за роками:

Станом на 1 січня 2023 року в муніципалітеті іноземці офіційно не проживали.

## Сусідні муніципалітети
- Аскреа
- Коллальто-Сабіно
- Колледжове
- Паганіко-Сабіно
- Пескорокк'яно
- Варко-Сабіно